# Everything, Everything
Everything, Everything – pierwszy album koncertowy zespołu Underworld, wydany 4 września 2000 roku jako CD. Ukazała się też wersja DVD.

## Album

### Historia i muzyka
Materiał muzyczny zawarty na płycie koncertowej Everything, Everything pochodzi z dwóch kolejnych koncertów Underworld w Europie: z festiwalu Pukkelpop w Belgii i z festiwalu Lowlands w Holandii. Miksowanie i przygotowanie nagrań zajęło muzykom ponad rok; większość z nich została wydana na DVD i VHS. Zestaw rozpoczynają 3 połączone w całość utwory z belgijskiego Pukkelpop: „Juanita – Kiteless”/„Cups”/„Push Upstairs”. Następne w kolejności 3 utwory zostały zmiksowane z hałasem tłumu. „Shudder”/„King of Snake”, zrejestrowany w Holandii, został przedstawiony w innej niż na albumie studyjnym, potężniejszej, parkietowej wersji. Po nim pojawił się „Born Slippy.Nuxx” (nagrany w Belgii), a płytę zamknął połączony „Rez”/„Cowgirl” (zarejestrowany w Holandii).

### Lista utworów

#### CD[1]
| 1. | Juanita / Kiteless      | 12:35   |
|    |                         |         |
| 2. | Cups                    | 3:26    |
|    |                         |         |
| 3. | Push Upstairs           | 7:28    |
|    |                         |         |
| 4. | Pearls Girl             | 8:17    |
|    |                         |         |
| 5. | Jumbo                   | 8:33    |
|    |                         |         |
| 6. | Shudder / King Of Snake | 12:17   |
|    |                         |         |
| 7. | Born Slippy Nuxx        | 10:56   |
|    |                         |         |
| 8. | Rez / Cowgirl           | 11:47   |
|    |                         |         |
|    |                         | 1:15:19 |
|    |                         |         |

#### DVD[2]
| 1.  | Opening Titles          | 0:38    |
|     |                         |         |
| 2.  | Intro                   | 0:21    |
|     |                         |         |
| 3.  | Juanita / Kiteless      | 11:36   |
|     |                         |         |
| 4.  | Cups                    | 3:24    |
|     |                         |         |
| 5.  | Push Upstairs           | 7:09    |
|     |                         |         |
| 6.  | Pearls Girl             | 8:38    |
|     |                         |         |
| 7.  | Jumbo                   | 8:35    |
|     |                         |         |
| 8.  | Shudder / King Of Snake | 12:13   |
|     |                         |         |
| 9.  | Born Slippy Nuxx        | 10:56   |
|     |                         |         |
| 10. | Rez / Cowgirl           | 11:42   |
|     |                         |         |
| 11. | Moaner                  | 8:45    |
|     |                         |         |
| 12. | Credits                 | 4:25    |
|     |                         |         |
|     |                         | 1:28:22 |
|     |                         |         |
Utwory bonusowe:
- Kittens – 8:47 (tylko audio)
- Rowla – 7:48 (tylko audio)
- Out Takes – 3:57

## Odbiór

### Opinie krytyków
| Oceny łączne                      | Oceny łączne |
| Publikacja                        | Ocena        |
| --------------------------------- | ------------ |
| Album of the Year                 | 67/100       |
| Metacritic                        | 77/100       |
| Recenzje                          |              |
| Publikacja                        | Ocena        |
| AllMusic                          | [ 6 ]        |
| Drowned in Sound                  | 8/10         |
| laut.de                           | [ 7 ]        |
| NME                               | 8/10         |
| Pitchfork                         | 7.7/10       |
| Q                                 | [ 10 ]       |
| Rolling Stone                     | [ 11 ]       |
| The New Rolling Stone Album Guide | [ 12 ]       |
| RYM                               | 3.88/5       |
| Sputnikmusic                      | 5.0/5        |

Album wzbudził na ogół pozytywne reakcje krytyków na podstawie 17 recenzji krytycznych.
Paul Cooper z magazynu Pitchfork podkreśla wkład Darrena Emersona w rozwój zespołu („członek, który doprowadził ich od trzeciego miejsca na liście otwierającej koncert Eurythmics do ikony muzyki tanecznej”). Zestaw utworów wybranych na album to – według niego – „pakiet największych przebojów, zawierający między innymi ich najbardziej znane numery, 'Pearl's Girl' i 'Push Upstairs', a wokalista Karl Hyde „jak można było przewidzieć, rezerwuje swój najgłośniejszy wokal na 12-minutowe, dające w kość wykonaniu 'Born Slippy Nuxx'. Podsumowując uważa, że choć Everything, Everything „dokumentuje zapętloną radość tłumu” to „brakuje nam jednak wizualizacji”.
Bardzo wysoko ocenia album Louis Pattison z NME dając mu 8 punktów na 10 możliwych i podkreślając, że: „prawie wszystko tutaj jest monumentalnym momentem Underworld. Otwierająca salwa 'Juanita'/'Kiteless' i 'Cups' podsyca oczekiwanie, budując nieprzejrzystą atmosferę, tylko po to, by 'Push Upstairs' roztrzaskał ją dzikimi wybuchami fortepianu. (…) Ostatnie pół godziny jest naprawdę zapierające dech w piersiach, gdy wijący się elektroniczny (…) 'Jumbo' ustępuje miejsca zawodzącemu 'Shudder'/'King Of Snake'. Kiedy Underworld nabierają tempa, są nie do zatrzymania i jak na zawołanie, niebiański syntezator w „Born Slippy Nuxx” eksploduje z ciemności, brzmiąc bardziej niż kiedykolwiek jak utwór, który utorował drogę trance’owi na narodowe parkiety. Underworld są absolutnie wyjątkowi”. Zarazem zauważa, iż, wbrew tytułowi albumu (Wszystko, Wszystko) zabrakło na nim takich przebojów zespołu, jak: 'Dark & Long', 'Dirty Epic', 'Moaner', czy 'Bruce Lee'.
Zdaniem Johna Busha z AllMusic Underworld swoją popularność zawdzięcza nie tylko pracy w studiu, ale również intensywnej działalności koncertowej całym świecie, będącej przykładem na to, że techno sprawdza się na żywo (w przeciwieństwie do klubów). Dowodem na to jest – według niego – również album koncertowy zespołu. Recenzent podkreśla że „utwory są świetnie wyprodukowane”, a Underworld jest „dobry w umieszczaniu sympatycznych utworów obok siebie i tworzeniu bezproblemowo brzmiących przejść” między utworami zaczerpniętymi z różnych albumów. Choć ma pewne zastrzeżenia do brzmienia wokali Karla Hyde’a na żywo („nie zawsze są tak doskonałe jak na LP”), to uważa, iż „doskonały dobór utworów (równomiernie rozłożonych na wszystkich trzech albumach) i udany występ sprawiają, że zespół na swoim pierwszym albumie koncertowym osiągnął niemal wszystko jak należy”.
„Everything, Everything brakuje klasy swoich poprzednich albumów, które które wypracowały brzmienie same z siebie” – uważa Daniel Straub z laut.de dodając jednak, że jest to „dobra płyta koncertowa, akustyczne wspomnienie pewnego genialnego wieczoru”.
Według Grahama Reeda z Drowned in Sound „album nie jest w stanie nawet zbliżyć się do atmosfery występów na żywo. Choć utwory są nienagannie zmiksowane, a jakość dźwięku jest na najwyższym poziomie, [to] hałas tłumu wydaje się być natrętny”. Ma pewne zastrzeżenia do Karla Hyde’a w roli wokalisty, uważając, iż często odciąga on uwagę [słuchacza] od „niesamowitej słuchowej pirotechniki emanującej z płyty”. Podsumowując album, stwierdza, że „choć nie spełnia on wzniosłych celów zawartych w tytule i wydaje się być wykastrowany, gdy oderwie się go od środowiska koncertowego, to jest z pewnością mocnym dokumentem [występu] Underworld na żywo i znaczącym argumentem potwierdzającym, że muzyka taneczna może się sprawdzić na scenie, gdy traktuje się ją jako coś innego niż [tylko] pretekst do występu na żywo”.
„Marka techno Underworld to zgrabna, dobrze skonstruowana, mieszanka ogromnych gestów i nieco anonimowego recyklingu klisz Giorgia Morodera i muzyki house” – twierdzi Ben Ratliff z magazynu Rolling Stone dodając: „występy Underworld na żywo – rockowa dynamika, dopracowane wizualizacje, monotonny, nowofalowy wokal Karla Hyde’a - to kultura rave dla niedoświadczonych”.
Zdaniem Davida Robertsa z Q utwory z albumu „w dużej mierze zaczerpnięte z Second Toughest In The Infants i jego kontynuacji, Beaucoup Fish, pozbawione dramaturgii prawdziwego koncertu, brzmią dziwnie wykastrowane”. To „ogromne rozczarowanie” – konstatuje autor dając wydawnictwu 2 gwiazdki (na 5).

### Listy tygodniowe
| Kraj              | Lista                      | Pozycja |
| ----------------- | -------------------------- | ------- |
| Australia         | Australian Charts          | 40      |
| Belgia            | Ultratop (Flandria)        | 17      |
| Holandia          | Dutch Album Top 100        | 12      |
| Niemcy            | Offizielle Deutsche Charts | 37      |
| Nowa Zelandia     | New Zealand Charts         | 17      |
| Stany Zjednoczone | Billboard 200              | 192     |
| Wielka Brytania   | UK Albums Chart            | 22      |